# Aeschropteryx invisata
Aeschropteryx invisata là một loài bướm đêm trong họ Geometridae.